# Bouw- en managementsimulatiespel
Een bouw- en managementsimulatiespel is een computerspelgenre waarin de speler het beheer heeft over een virtuele stad, bedrijf of regering van een land. Het kan tevens gezien worden als een subgenre van het type simulatiespel.

## Beschrijving
In spellen waarin de speler steden bouwt, fungeert deze als planner of leider om aan de behoeften en wensen van de personages in het spel te voldoen. Hiervoor moet de speler gebouwen en voorzieningen bouwen, zoals onder meer voor voedsel, onderdak, gezondheid en economische groei. De speler is succesvol wanneer de economie groeit en de bevolking in de virtuele stad tevreden is en beschikt over meer welvaart. Een van de bekende spelseries in het genre is SimCity, een serie die startte in 1989 en nog steeds populair is en grote invloed heeft gehad op latere stedenbouwspellen.
Bedrijfssimulatiespellen proberen over het algemeen een economie of bedrijf te simuleren, waarbij de speler de economie van het spel bestuurt. Dit subgenre is ook wel bekend als tycoonspellen. Enkele bekende titels in dit genre zijn onder meer Theme Hospital en de Railroad Tycoon-serie.
Een overheidssimulatiespel omvat de simulatie van het beleid, de regering of de politiek van een land, maar sluit doorgaans oorlogvoering uit. Onlangs hebben dit soort games de bijnaam "serious game" gekregen. Bekende titels zijn bijvoorbeeld Balance of Power en de Tropico-serie.